# M1 (Singapur)
M1 Limited (MobileOne) – przedsiębiorstwo telekomunikacyjne funkcjonujące w Singapurze. Operator oferuje rozwiązania telekomunikacyjne, w których mieszczą się usługi telefonii komórkowej, komunikacji danych i łączności stacjonarnej. Przedsiębiorstwo zostało założone w 1994 roku i należy do największych firm telekomunikacyjnych w kraju.